# Jasoninsel
Jasoninsel är en kulle i Antarktis. Den ligger i Västantarktis. Argentina, Chile och Storbritannien gör anspråk på området. Toppen på Jasoninsel är 16 meter över havet.
Terrängen runt Jasoninsel är platt. Trakten är obefolkad. Det finns inga samhällen i närheten.